# Lac de Sils
Le lac de Sils (en allemand : Silsersee, en romanche : Lej da Segl ; du nom de la localité de Sils im Engadin/Segl sur son rivage) est situé dans le canton des Grisons (Suisse) sur le plateau engadinois au col de la Maloja, il est au sud-ouest des lacs de Silvaplana et St Moritz. À 1 800 mètres d'altitude, le lac de Sils est desservi par le plus haut service régulier de navigation d'Europe.
Chaviolas est une île du lac de Sils.

## Localisation

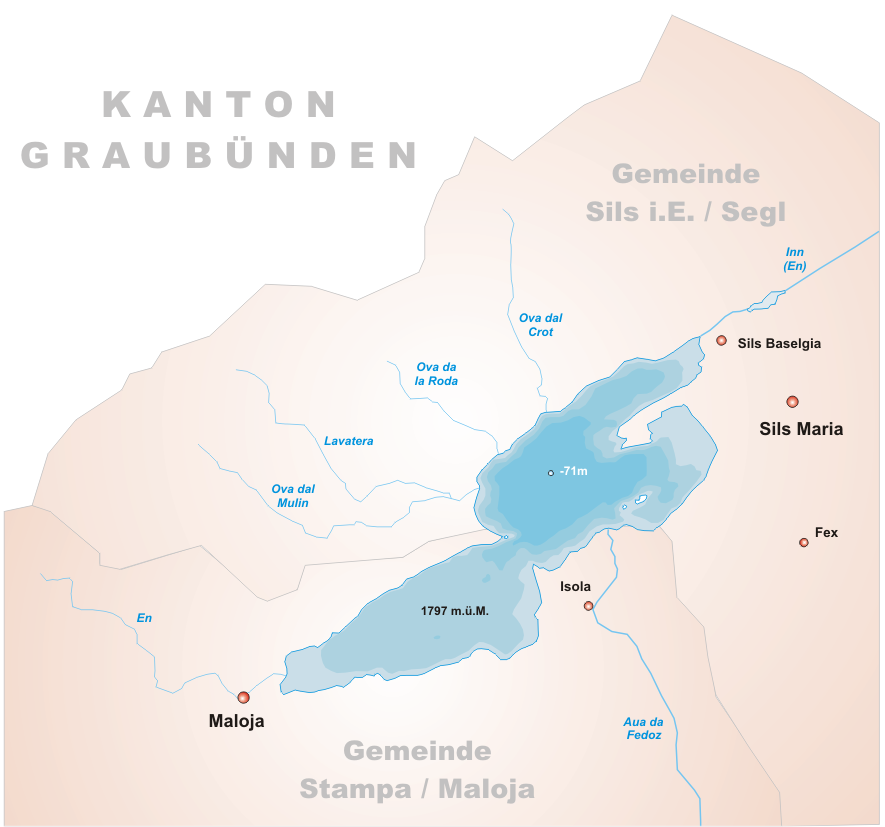
Carte du lac.

Le lac s'étend entre les localités de Sils au nord-est et de Maloja au sud-ouest. La route de raccordement entre les deux endroits passe sur la rive nord. Le lac est apprécié auprès des planchistes à voile profitant des brises de montagne, du val Bregaglia au-delà du col de la Maloja.

## Friedrich Nietzsche
Le philosophe Friedrich Nietzsche vient au lac de Sils pour la première fois en juillet 1881, passant ainsi sept étés jusqu'en 1888 à Sils-Maria où il habite dans une chambre au domicile privé du maire Durisch, l'actuel musée Nietzsche.